# Paratemnoides redikorzevi
Espèce
Synonymes
- Anatemnus robustus Redikorzev, 1938 nec Beier, 1932
- Paratemnus redikorzevi Beier, 1951

Paratemnoides redikorzevi est une espèce de pseudoscorpions de la famille des Atemnidae.

## Distribution
Cette espèce se rencontre au Viêt Nam et en Thaïlande.

## Étymologie
Cette espèce est nommée en l'honneur de Vladimir V. Redikorzev.

## Publications originales
- Beier, 1951 : Die Pseudoscorpione Indochinas. Mémoires du Muséum National d'Histoire Naturelle, Paris, nouvelle série, vol. 1, p. 47-123.
- Redikorzev, 1938 : Les pseudoscorpions de l'Indochine française recueillis par M.C. Dawydoff. Mémoires du Muséum National d'Histoire Naturelle, Paris, vol. 10, p. 69-116.